# Natividad mística
Natividad mística (en italiano, Natività mistica) es una obra realizada por el pintor renacentista italiano Sandro Botticelli. Mide 108,5 cm de alto y 75 cm de largo. Fue realizado en 1501 y se conserva en la National Gallery de Londres (Reino Unido). 
Es la única obra firmada y fechada por Botticelli. Se ha sugerido que fue pintada para su propia devoción privada, o para alguien cercano a él. Ciertamente es poco convencional, y no representa simplemente los acontecimientos tradicionales del nacimiento de Jesucristo y la adoración de los pastores y los reyes magos. Más bien es una visión de estos acontecimientos inspirados por las profecías del Apocalipsis. 
Aunque es difícilmente interpretable, dado que huye de toda la iconografía clásica de la Navidad, el tema hace probablemente referencia a la situación florentina de inicios del siglo XVI, la caída de Carlos VIII, la expulsión de Pedro de Médici de la señoría de la ciudad y la toma del poder por el partido de Girolamo Savonarola. Quizá Botticelli pintara este cuadro como ilustración de los sermones de Savonarola contra la decadencia moral de la Florencia de los Médici. Aunque no hay documentos que acrediten que Botticelli fuera uno de los discípulos de Savonarola, ciertos temas de sus obras tardías, como esta Natividad mística, ciertamente derivan de sus sermones y de la renovatio que propugnaban, lo que significa que el artista estaba definitivamente atraído por esa personalidad tan central para los acontecimientos políticos y culturales de Florencia durante los últimos años del siglo XV.
El pathos que se respira en el cuadro, el sentimiento de los penitentes en torno a la Natividad, son bastante elocuentes para recordar el canto del partido de Savonarola: Al vaglio, al vaglio, venite tutti quanti e con amari pianti. Es una obra representativa de sus composiciones tardías, en las que introduce el dolor lleno de pathos, de modo que exige una mayor participación del espectador. 
En esta obra abandona la perspectiva y el realismo, cayendo en una consciente regresión hacia un gusto arcaizante, lo que se adaptaba adecuadamente a la complicada simbología que requerían los temas sagrados. La falta de realismo viene subrayada por las convenciones estéticas del arte medieval y por la introducción de textos griegos y latinos dentro de la propia pintura.
Rasgos propios de la pintura medieval son la presentación de las figuras en actitudes forzadas y poco naturales y las dimensiones de los personajes no son las naturales, sino las que corresponden según su importancia devocional. La Virgen María, adorando a un gigantesco Niño Jesús, es tan grande que si ella se pusiera en pie no cabría bajo el techo de paja del establo. Ellos dos son, por supuesto, las figuras más santas e importantes de la obra. 
No renuncia, sin embargo, a su forma de entender el arte. La sombra del espíritu humanístico aún se evidencia en detalles como la inscripción en griego con el año de su elaboración y un versículo del Apocalipsis: el idioma griego había cobrado auge en la corte de Cosme el Viejo y en la neoplatónica de su sobrino Lorenzo el Magnífico. Esta sorprendente inscripción en lo alto del cuadro se ha traducido como: 

Este cuadro de finales del año 1500, durante las turbulencias de Italia, yo, Alessandro, lo pinté en el tiempo medio después del tiempo, según el XI de san Juan en el segundo dolor del Apocalipsis, en la liberación de los tres años y medio del Diablo; después será encadenado en el XII y lo veremos [precipitado] como en el presente cuadro.

Faltan las palabras después de "veremos", que pueden ser "precipitado" o "enterrándose a sí mismo". Las "turbulencias de Italia" puede ser la situación de Florencia después de la muerte de Lorenzo el Magnífico, o la invasión francesa. El "tiempo medio después del tiempo" se ha entendido generalmente como un año y medio antes, esto es, en 1498, cuando los franceses invadieron Italia, pero puede significar medio milenio (500 años) después de un milenio (1000 años): 1500, la fecha de la pintura. Esto puede relacionarse con el milenarismo que se extendió a finales del siglo XV. Como el final del milenio en el año 1000, el final del medio milenio en 1500 también parecía a mucha gente el anuncio de la Segunda Llegada de Jesucristo, profetizada por la Revelación.
Hay tres ángeles sobre el portal. Los ángeles llevan ramas de olivo, que dos de ellos han entregado a los hombres que abrazan en el primer plano. Estos hombres, así como los supuestos pastores en sus vestiduras con capa de la derecha y los magos con largos ropajes a la izquierda, están todos coronados con olivo, el emblema de la paz. En los rollos que hay alrededor de las ramas del primer plano, combinados con algunos de los que sostienen los ángeles que bailan en el cielo, se lee: 'Gloria a Dios en las alturas, y en la tierra paz, buena voluntad hacia los hombres' (Lucas 2:14). Como los ángeles y los hombres se acercan aún más, de la derecha a la izquierda, para abrazar, pequeños demonios se dispersan por agujeros en el suelo. Los rollos sostenidos por los ángeles apuntando a la cuna decían: `Contemplad al Cordero de Dios, que quita el pecado del mundo' las palabras de Juan el Bautista presentando a Cristo (Juan 1:29). Por encima del techo del establo el cielo se ha abierto para revelar la dorada luz del paraíso. 
La danza de los ángeles en torno a una cúpula dorada parece una cita teatral. Recuerda las máquinas de Filippo Brunelleschi para las representaciones sagradas puestas en escena en las iglesias florentinas a finales del siglo precedente. Coronas doradas cuelgan de las ramas de olivo de los ángeles danzantes. La mayor parte de sus rollos celebran a María: 'Madre de Dios', 'Esposa de Dios', 'Única reina del Mundo'. En este detalle, la pintura exige un cierto esfuerzo del espectador, para creer en la verosimilitud de esa danza aérea. Estos ángeles danzantes no tienen ya la serena belleza de los que aparecen en la Pala de San Marcos en torno a la "Coronación de la Virgen".
En una época en que los pintores florentinos estaban recreando la naturaleza con sus pinceles, Botticelli libremente asumió la artificialidad del arte. En su pagana Venus y Marte volvió la espalda al naturalismo para expresar la belleza ideal. En la Natividad mística fue más allá, de lo anticuado a lo arcaico, para expresar verdades espirituales -casi como los victorianos que lo redescubrirían en el siglo XIX, y que asociaron el estilo gótico con una 'Era de Fe'.